# Erysichton thadmor
Erysichton thadmor, även Jameela thadmor,  är en fjärilsart som beskrevs av Hans Fruhstorfer 1916. Erysichton thadmor ingår i släktet Erysichton och familjen juvelvingar. Inga underarter finns listade i Catalogue of Life.